# Cosmic Chasm
Pour les articles homonymes, voir Chasm (homonymie).
Cosmic Chasm est un jeu vidéo à graphismes vectoriels de type shoot 'em up développé et édité à l'origine par GCE sur console Vectrex en 1982. Il est porté en jeu d'arcade par Cinematronics en 1983 et devient notable,,.

## Système de jeu
Cosmic Chasm est un jeu de labyrinthe. Le but est de s'introduire au plus profond d'une base ennemie pour y déposer une bombe et s'échapper avant qu'elle n'explose.